# Not Your Kind of People
Not Your Kind of People è il quinto album dei Garbage. È il primo progetto discografico dei Garbage dal 2005 e segna il ritorno della band dopo un periodo di assenza dalle scene di sei anni. Il disco è stato pubblicato il 14 maggio 2012 attraverso la casa discografica indipendente Stunvolume, fondata dal gruppo stesso.
«Lavorare con i Garbage di nuovo è stato molto istintivo», ha detto il chitarrista Duke Erikson al lancio dell'album. «Come andare in bicicletta... con tre altre persone», Erikson ha aggiunto, «Non siamo così contenti di un album dei Garbage da quando è stato pubblicato l'ultimo», riferendosi a Bleed Like Me. L'album è stato preceduto dalla pubblicazione del singolo Blood for Poppies in tutto il mondo, mentre nel Regno Unito, Battle in Me è stato utilizzato come primo singolo.
Registrato in svariati studi di registrazione in California, l'album è stato prodotto dai Garbage, mentre Billy Bush ha collaborato in funzione di ingegnere acustico e missatore. L'album contiene la partecipazione di Justin Meldal-Johnsen al basso mentre l'attrice finlandese Irina Björklund suona la sega ad arco in Sugar. La figlioccia di Shirley ha cantato sulla canzone Not Your Kind of People. Le foto per il libretto dell'album sono state scattate da Autumn de Wilde alla Paramour Mansion di Silverlake.

## Registrazione
Durante i sei anni di pausa dopo l'ultimo album dei Garbage, Bleed Like Me, i membri del gruppo sono stati coinvolti in numerosi progetti; Vig ha prodotto album e singoli dei Green Day, Foo Fighters, e Muse, mentre Manson ha registrato un album da solista – tuttora inedito – e ha debuttato come attrice nella seconda stagione di Terminator: The Sarah Connor Chronicles nei panni di Catherine Weaver. I membri del gruppo continuavano a farsi visita a Los Angeles, dove abitano sia Manson che Vig e, secondo Steve Marker, nonostante fossero in pausa, continuavano a sentire la voglia di suonare insieme. A metà 2010, i membri del gruppo si ritrovarono a Los Angeles per una festa di compleanno, durante la quale Manson propose di ordinare uno studio di registrazione per passare del tempo a scrivere musica insieme. Durante questo periodo vennero fuori almeno tre o quattro idee di canzoni. «Non eravamo ancora decisi sul realizzare un album», Erikson ha puntualizzato. «C'è voluto un po' prima di capire che eravamo pronti a fare un nuovo album.» 
A differenza degli album precedenti, che furono realizzati agli Smart Studios in Madison, Wisconsin, Not Your Kind of People è stato registrato prevalentemente ai Red Razor Sounds studios nell'area di Los Angeles di Atwater Village. Vig li ha descritti come «uno studio di registrazione non molto particolare, più che altro somiglia a un piccolo luogo di ritrovo per un club» e ha dichiarato che l'umore dell'album è stato suscitato dalla combinazione dello studio «sporco e low-fi» e dell'utilizzo dei campionatori e dei ProTools del gruppo. Un'ulteriore differenza nel processo di registrazione era che questa volta, invece di riunirsi per un anno intero negli Smart Studios, i Garbage hanno optato di lavorare per due settimane e di passare a casa le successive due settimane, continuando a condividere idee via mail per sviluppare canzoni. Al ritorno in studio, secondo le parole di Marker, «era piacevole di nuovo, perché non ci eravamo visti per due settimane.» 
Il gruppo ha affermato che in seguito ai tumultuosi ultimi anni di contratto con Geffen, diventare indipendenti ha aiutato molto nel migliorare il loro morale. Nelle parole di Vig «non c'era nessuno che ci dicesse cosa fare. Non avevamo un contratto. Conoscevamo alcuni manager, quindi ce la siamo cavata da soli, ed avevamo già deciso a priori che non sarebbe stata una nostra reinvenzione, volevamo semplicemente accettare ciò che realmente siamo e fare le cose come una band che amiamo. Penso che questa sia stata una delle ragioni per cui si sente un'atmosfera, uno spirito che alcuni dicono sia reminiscente del primo album.»
Il 7 marzo 2012 i Garbage hanno annunciato la tracklist ufficiale dell'album via YouTube. L'album viene venduto in edizione standard con 11 tracce, mentre l'edizione deluxe comprende altri 4 brani.

## Promozione
I Garbage annunciano che il fotografo Matt Irwin ha diretto il video per il primo singolo dell'album, Blood for Poppies. La canzone è stata concessa sul sito ufficiale dei Garbage come download gratuito subito dopo esser trapelata su Internet. Blood for Poppies è stata scelta poi come brano della settimana da Virgin Radio Italia.
Il secondo singolo che anticipa l'uscita dell'album è Battle in Me, pubblicato solo in Regno Unito due giorni dopo il precedente. Nel trailer del gioco Metal Gear Solid V: The Phantom Pain, la loro canzone Not Your Kind Of People è stata usata come colonna sonora.

## Tracce
Tutti i brani sono stati scritti dai Garbage.
1. Automatic Systematic Habit – 3:18
2. Big Bright World – 3:35
3. Blood for Poppies – 3:39
4. Control – 4:12
5. Not Your Kind of People – 4:57
6. Felt – 3:26
7. I Hate Love – 3:54
8. Sugar – 3:59
9. Battle in Me – 4:14
10. Man on a Wire – 3:07
11. Beloved Freak – 4:30

Tracce bonus nell'edizione deluxe
1. The One – 4:43
2. What Girls Are Made Of – 3:47
3. Bright Tonight – 4:02
4. Show Me – 5:14

Tracce bonus nell'edizione deluxe giapponese
1. The One – 4:43
2. What Girls Are Made Of – 3:47
3. Love Like Suicide – 3:49
4. Bright Tonight – 4:02
5. Show Me – 5:14

## Tournée
I Garbage hanno iniziato un tour estensivo in supporto del nuovo album il 9 aprile 2012, a Los Angeles. Dopo il tour statunitense, la band ha proseguito con l'ala europea del tour e, durante tutta l'estate, si è esibita in numerosi festival europei.
L'11 luglio 2012 i Garbage hanno suonato in Italia al festival Dieci Giorni Suonati, che si è tenuto a Vigevano e il giorno successivo a Roma per Rock in Roma all'Ippodromo delle Capannelle.

## Classifiche
| Classifica (2012)         | Posizione massima |
| ------------------------- | ----------------- |
| Australia                 | 8                 |
| Austria                   | 39                |
| Belgio (Fiandre)          | 28                |
| Belgio (Vallonia)         | 10                |
| Canada                    | 17                |
| Danimarca                 | 35                |
| Finlandia                 | 46                |
| Francia                   | 15                |
| Germania                  | 15                |
| Italia                    | 16                |
| Nuova Zelanda             | 32                |
| Paesi Bassi               | 68                |
| Regno Unito               | 10                |
| Spagna                    | 29                |
| Stati Uniti               | 13                |
| Stati Uniti (alternative) | 1                 |
| Stati Uniti (independent) | 3                 |
| Stati Uniti (rock)        | 5                 |
| Svizzera                  | 15                |